# Homilie
De homilie (van het Grieks homilia, 'conversatie') is vergelijkbaar met een preek, en was oorspronkelijk een informeel onderricht van de kerkvaders, een 'nadere verklaring': bijvoorbeeld de Homilie over de Opstanding van de Heer van de Heilige Johannes Chrysostomus.
De leer van de predikkunst, zoals het doordenken, maken en geven van een preek of homilie heet homiletiek. In het protestantisme wordt geen scherp onderscheid tussen homilie en preek gemaakt, in de Rooms-Katholieke Kerk wel.

## Rooms-Katholieke Kerk
In de Rooms-Katholieke Kerk is homilie, naast een generieke aanduiding voor prediking, ook de naam van een onderdeel van de mis. In de mis worden de Schriftlezingen direct gevolgd door de homilie, die de Schrift nader verklaart. Daarbij spreekt de celebrerende priester vanaf de ambo of soms nog vanaf de preekstoel. De homilie maakt deel uit van de Dienst van het Woord en komt net voor de geloofsbelijdenis. De inhoud van de homilie wordt in beginsel altijd bepaald door de voorafgegane Schriftlezingen, maar kan soms ook het herderlijke schrijven van de bisschop, het bisschoppencollege of de paus tot onderwerp hebben. De homilie is net als alle andere delen van de Mis gericht op het hoogtepunt van de viering, de eucharistie.
De homilie is een volwaardige liturgische handeling en behoort tot het dienstwerk van de priester. Naargelang de omstandigheden kan de homilie ook toevertrouwd worden aan een concelebrerende priester of aan een diaken, maar niet aan een leek. Op het einde van de mis, bijvoorbeeld na de communie, kan een leek wel een getuigenis uitspreken die in verband staat met de misviering.

### Verschil met een preek
Zoals een homilie onderdeel is van de mis, zo is de preek in de Rooms-Katholieke Kerk onderdeel van andersoortige bijeenkomsten. Bij gebedsvieringen en retraites wordt veelal een preek gehouden, waarbij het onderwerp - anders dan in de mis - vrij te kiezen is.